# Grand Prix de Fourmies 1995
Il Grand Prix de Fourmies 1995, sessantatreesima edizione della corsa e valida come evento del circuito UCI categoria 1.1, si svolse il 10 settembre 1995, per un percorso totale di 210 km. Fu vinto dal britannico Maximilian Sciandri che giunse al traguardo con il tempo di 5h01'52" alla media di 41,74 km/h.

## Ordine d'arrivo (Top 10)
| Pos. | Corridore           | Squadra        | Tempo    |
| ---- | ------------------- | -------------- | -------- |
| 1    | Maximilian Sciandri | MG Maglificio  | 5h01'52" |
| 2    | Frank Vandenbroucke | Mapei          | a 17"    |
| 3    | Rolf Sørensen       | MG Maglificio  | a 19"    |
| 4    | Wilfried Nelissen   | Lotto          | a 32"    |
| 5    | Jo Planckaert       | Collstrop      | s.t.     |
| 6    | Maurizio Tomi       | Aki-Gipiemme   | s.t.     |
| 7    | Jaan Kirsipuu       | Chazal         | s.t.     |
| 8    | Frédéric Moncassin  | Novell         | s.t.     |
| 9    | Marc Patry          | Vlaanderen2002 | s.t.     |
| 10   | Christophe Capelle  | GAN            | s.t.     |